# Over the counter
Medicamentele fără prescripție medicală (OTC) sunt medicamente vândute direct consumatorilor fără a necesita o rețetă de la un profesionist din domeniul sănătății, spre deosebire de medicamentele cu prescripție, care pot fi furnizate doar consumatorilor care posedă o rețetă validă. În multe țări, medicamentele OTC sunt selectate de o agenție de reglementare pentru a se asigura că conțin ingrediente care sunt sigure și eficiente atunci când sunt utilizate fără îngrijirea unui medic. Medicamentele OTC sunt de obicei reglementate în funcție de ingredientul farmaceutic activ (API) și concentrațiile produselor finale.
Termenul „over-the-counter” (OTC) se referă la un medicament care poate fi achiziționat fără o prescripție medicală. În contrast, medicamentele cu prescripție necesită o rețetă de la un medic sau alt profesionist din domeniul sănătății și ar trebui utilizate doar de către persoana căreia i-au fost prescrise. Unele medicamente pot fi clasificate legal ca OTC (adică nu necesită prescripție), dar pot fi eliberate doar de un farmacist după o evaluare a nevoilor pacientului sau furnizarea de educație pentru pacienți. Reglementările care detaliază unitățile în care pot fi vândute medicamentele, cine este autorizat să le elibereze și dacă este necesară o prescripție variază considerabil de la țară la țară.

### Utilizare
Începând cu 2011, aproximativ o treime dintre adulții în vârstă din SUA foloseau medicamente OTC, iar acest număr este în creștere. Până în 2018, prevalența utilizării de către adulții din SUA ca tratament de primă linie pentru afecțiuni minore ajunsese la 81%; cu toate acestea, există unele dezbateri cu privire la faptul dacă această cifră se referă la o îmbunătățire reală a sănătății.
Tranziții între prescripție și OTC Ca regulă generală, medicamentele OTC trebuie utilizate în principal pentru a trata o afecțiune care nu necesită supravegherea directă a unui medic și trebuie să fie dovedit că sunt rezonabil de sigure și bine tolerate. Medicamentele OTC sunt de obicei, de asemenea, necesare să aibă un potențial redus sau nul de abuz, deși în unele zone medicamente precum codeina sunt disponibile OTC (de obicei în formule strict limitate sau necesitând prezentarea documentelor sau identificării în timpul achiziției).
De-a lungul timpului, de obicei 3-6 ani, medicamentele care se dovedesc a fi sigure și adecvate ca medicamente cu prescripție pot fi trecute de la prescripție la OTC. Un exemplu în acest sens este difenhidramina (Benadryl), un antihistaminic care odată necesita prescripție, dar acum este disponibilă OTC aproape peste tot. Exemple mai recente sunt cimetidina și loratadina în Statele Unite și ibuprofenul în Australia.
Este oarecum neobișnuit ca un medicament OTC să fie retras de pe piață ca rezultat al preocupărilor legate de siguranță, mai degrabă decât de forțele pieței, deși acest lucru se întâmplă ocazional. De exemplu, fenilpropanolamina a fost retrasă din vânzare în Statele Unite din cauza preocupărilor legate de accidente vasculare cerebrale la femeile tinere. A fost realizat un studiu care examinează percepțiile consumatorilor despre riscul și accesul la medicamentele fără prescripție. Studiul a concluzionat că un mic procent de consumatori preferă să aibă acces la medicamente, în ciuda riscurilor potențiale ale utilizării medicamentelor fără prescripție. Ranitidina a fost suspendată pe mai multe piețe din cauza preocupărilor legate de prezența carcinogenului N-nitrosodimetilamină (NDMA).
În Regatul Unit, s-a anunțat în februarie 2007 că Boots the Chemist va încerca vânzările de Viagra fără prescripție medicală în magazinele din Manchester, Anglia (anterior disponibilă doar pe bază de rețetă). Bărbații cu vârsta cuprinsă între 30 și 65 de ani puteau cumpăra patru comprimate după o consultare cu un farmacist.